# 1980 (album Nocnych Szczurów)
1980 - pierwszy minialbum polskiego zespołu punk-rockowowego, Nocne Szczury. Wydany został 10 marca 2014 roku, w nakładzie wytwórni Pasażer. Minialbum zawiera 5 utworów.
Wszystkie z nich zostały nagrane podczas I Ogólnopolskiego Przeglądu Zespołów Rockowych w Kołobrzegu, trwającego od 8 do 10 sierpnia 1980 roku. Piosenki zamieszczone w minialbumie,  są jednymi z nielicznych zachowanych nagrań zespołu. Nagrania grupy z tego wydarzenia pojawiły się również na bootlegu.

## Lista utworów
1. "Pułapka Na Szczury"
2. "London Wzywa"
3. "Jestem Sobie Sam"
4. "Chodź Pójdziemy Tam"
5. "Zostawcie Mnie"[3][4]

## Twórcy
- Zbigniew Konkol: wokal
- Jarosław Mach: gitara basowa
- Mirosław Sieradzki: gitara
- Piotr Humanowski: gitara
- Jerzy Sikora: perkusja[5]